# キャッシュ・フロー経営
キャッシュ・フロー経営（キャッシュ・フローけいえい、Cashflow Management）とは、キャッシュ（現金資金）の流れ（フロー）を重視した経営のこと。

## 概要
一定期間の企業経営状況を把握するためには、従来より損益計算書があった。しかしながら、これは発生主義に基づいて作成されるものであり、資金の流れは説明出来ない。たとえば1億円の現金を支払って資産を購入しても、それが稼動しない限り損益計算書上の数字は動かない。利益が黒字でも資金が枯渇する、という状況を損益計算書だけでは説明出来ないのである。したがって経営管理の上では何らかの形で資金の流れを把握しておく必要がある。この経営管理上のニーズを満たすものがキャッシュ・フローの概念である。
キャッシュ・フロー経営とは、損益計算書上の利益を追求するだけでなく、その企業活動において、「どれだけのキャッシュ（現金資金）を稼ぎ出せるか」ということを重視する経営である。